# 秋田たかのす農業協同組合
秋田たかのす農業協同組合（あきたたかのすのうぎょうきょうどうくみあい）は、秋田県北秋田市に本店を置く農業協同組合。愛称はJA秋田たかのす。

## 概要
1993年9月1日に旧鷹巣町のすべてのJAが合併して、「鷹巣町農業協同組合」（JA鷹巣町）が発足した。その後2019年2月1日に、JA鷹巣町とJAあきた北央の2つのJAが合併して「秋田たかのす農業協同組合」が設立された。

### 鷹巣町農協時代の周辺部の事情
1997年6月、森吉・阿仁地区の合川町、森吉町、阿仁町、上小阿仁村のJAおよび、JA鷹巣町が「鷹巣・阿仁広域合併推進協議会」を設置し、合併協議を開始した。しかし、JA鷹巣町は態勢不備を理由に同協議会を脱退した。このため残りの4JAが合併し、当初計画から1年遅れ、1999年4月1日にあきた北央農業協同組合（JAあきた北央）として発足している。

### 秋田たかのす農業協同組合発足へ
2019年2月1日、比内地鶏の加工事業の失敗などで連続赤字を計上したJAあきた北央を吸収合併。合併と同時に名称を秋田たかのす農業協同組合に変更。本所は、本店とされた。
合併にあたり、JA鷹巣町は、JAあきた北央を合併と同時に森吉支店、阿仁支店の廃止等の条件を提示、JAあきた北央からは合川、上小阿仁の2支店のみが継承された。